# Ермоленко, Николай Фёдорович
Николай Фёдорович Ермоленко (1900—1972) — белорусский советский химик, заслуженный деятель науки БССР, академик АН БССР.

## Биография

Могила Ермоленко на Чижовском кладбище Минска.

Николай Ермоленко родился 29 января 1900 года в деревне Клюковка (ныне — Оршанский район Витебской области Белоруссии). Окончил среднюю школу, после чего учился в Московском институте инженеров путей сообщения, однако не окончил его и перевёл на химический факультет 2-го Московского государственного университета, который окончил в 1924 году.
После окончания университета Ермоленко уехал в Минск, став преподавать на кафедре неорганической, аналитической и физической химии Белорусского государственного университета, окончил аспирантуру при нём же. С 1930 года руководил кафедрой общей химии Минского государственного медицинского института, а с 1934 года — кафедрой аналитической химии. В 1932 году создал лабораторию коллоидной химии (впоследствии — лаборатория синтетических сорбентов и сорбционных процессов Института общей и неорганической химии Академии наук БССР). В 1935 году Ермоленко защитил докторскую диссертацию. а в 1936 году он был избран членом-корреспондентом Академии наук Белорусской ССР.
В начале Великой Отечественной войны Ермоленко был отправлен в эвакуацию. С 1943 года он руководил кафедрой неорганической химии эвакуированного Белорусского государственного университета. Вернувшись после освобождения Белоруссии в Минск, продолжил работу. В 1947 году Ермоленко стал академиком АН БССР, в 1946—1969 годах руководил академическим отделением химических наук.
Ермоленко внёс большой вклад в укрепление и развитие химической науки и промышленности в Белорусской ССР. Являлся автором более 400 научных работ, в том числе 5 монографий. Разработал теории образования периодических отложений при испарении растворителя и седиментационной тиксотропии суспензионных систем. Кроме того, являлся первооткрывателем ламинарной коагуляции, нового на тот момент явления в коллоидной химии. Под руководством Ермоленко было защищено 29 кандидатских и 2 докторских диссертации. Долгие годы руководил Научным советом Академии наук БССР по коллоидной химии, адсорбции и ионному обмену, руководил журналом «Вести Академии наук БССР, серия химических наук». Избирался депутатом Минского горсовета.
Умер 10 июня 1972 года, похоронен на Чижовском кладбище Минска.
Заслуженный деятель науки Белорусской ССР. Был награждён двумя орденами Ленина, двумя орденами Трудового Красного Знамени, рядом медалей.